# 领撑

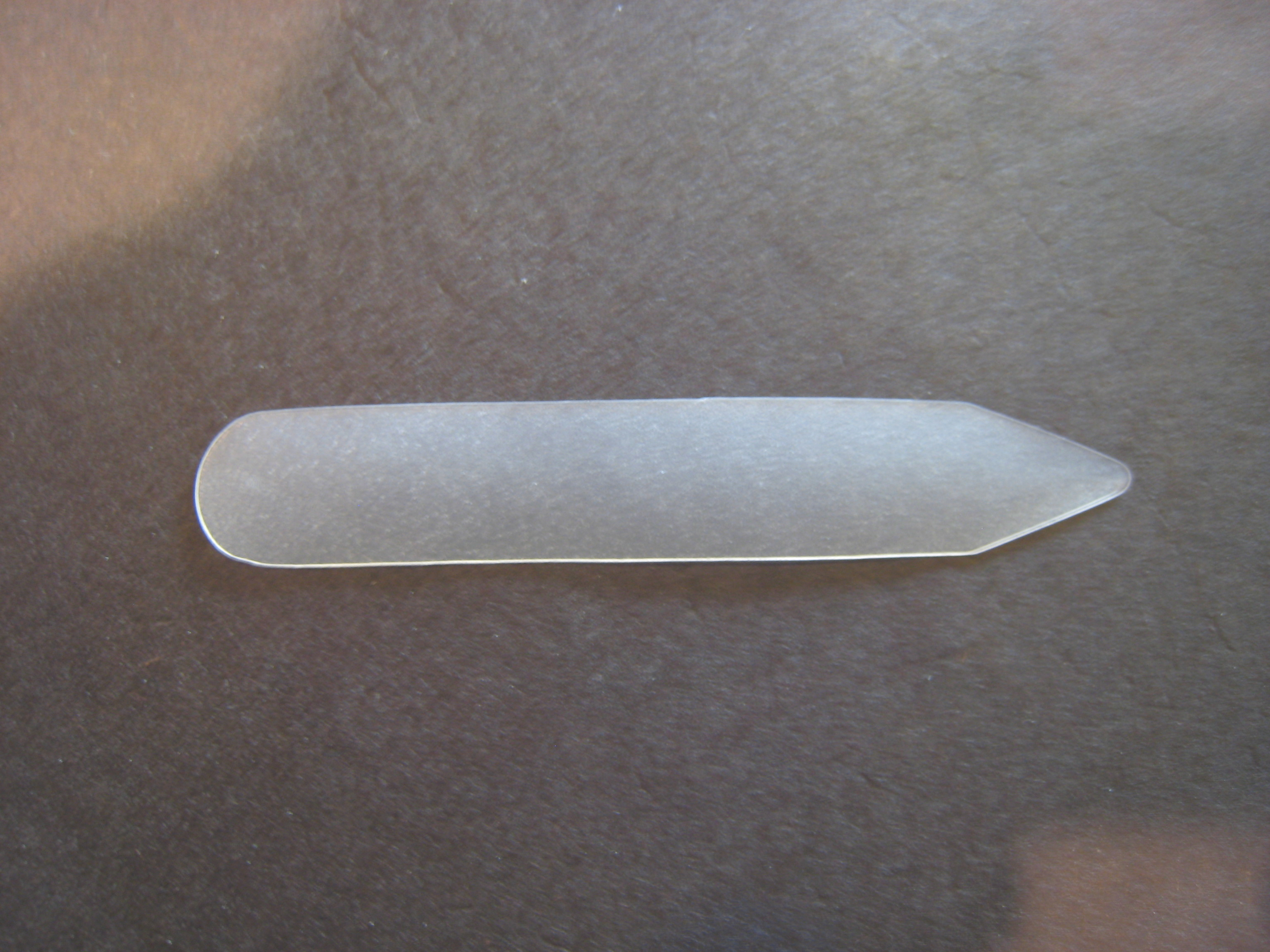
襯衫領口取出的塑膠領插骨片

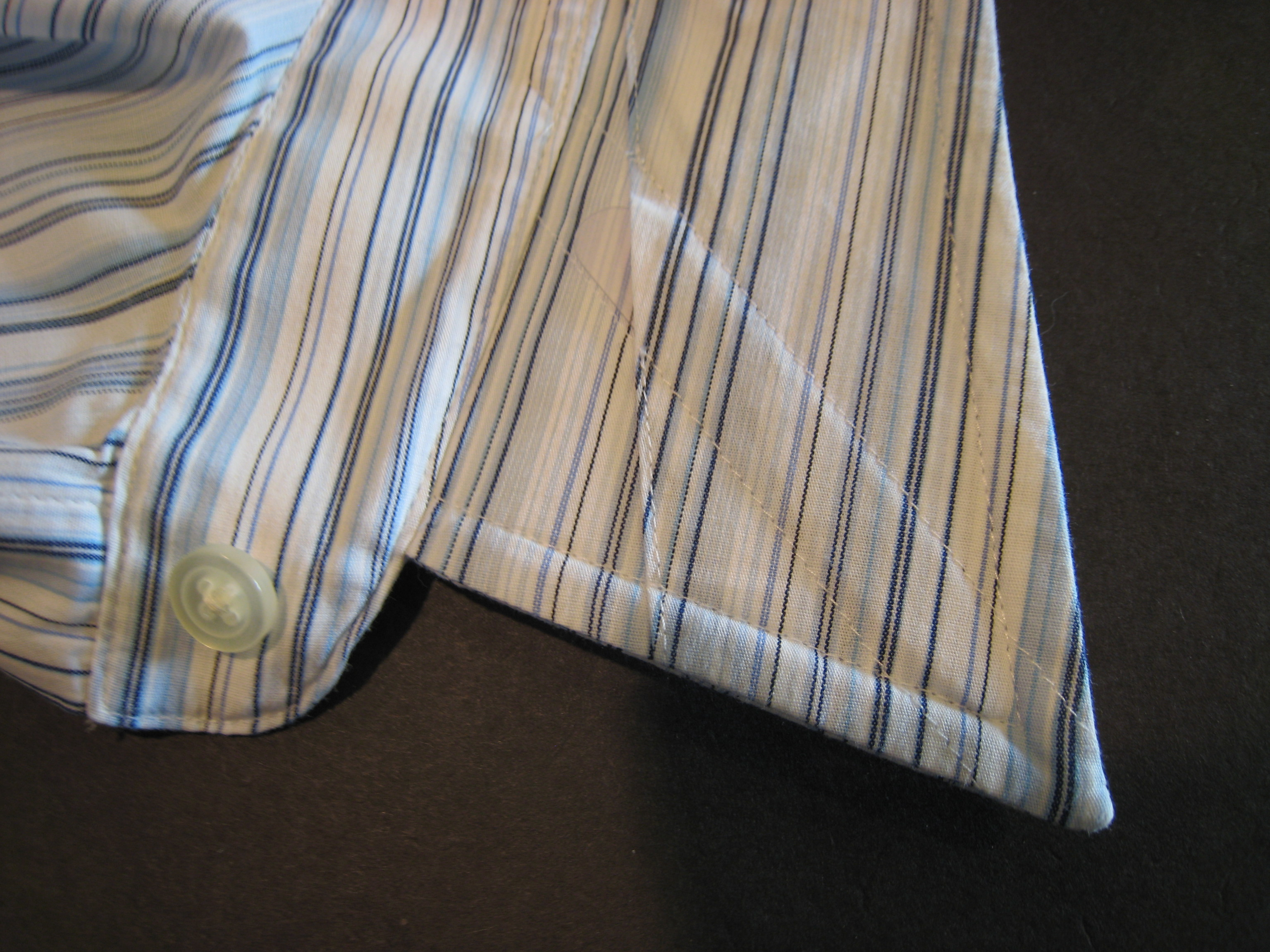
男士襯衫領口內側的可拆式領插骨片

领撑（又名领插片、領插骨片、領插竹、领口撑、领尖插条等），是一種襯衫配件。
领撑通常以打磨光華的金屬、動物角、珍珠母或是塑膠製成，一端是圓弧型一端是尖的，放置於男士襯衫領內側設的小暗袋，用以固定領尖。
领撑可以使領口與鎖骨保持不同的方向，使之看來清爽維持在正確的地方。
衣物在送乾洗或是熨燙前應該將领撑取出，沒取出可能導致襯衫在熨燙過程中損壞。不過有一些襯衫的领撑是縫製在領子內的，無法取出。